# Zweisprachiges Abitur
Als zweisprachiges Abitur wird zweisprachiger Unterricht bis zum Abitur bezeichnet.
Ein zweisprachiges Abitur wird oft gleichzeitig mit der Qualifikation eines internationalen Hochschulzugangs wie dem IB Diploma, dem deutsch-französischen Abitur oder der A-level-Qualifikation der internationalen Variante IGCSE des britischen General Certificate of Education angeboten. In Deutschland kann ein zweisprachiges Abitur außerdem unter anderem an den beiden sorbischen Gymnasien in Bautzen und Cottbus abgelegt werden.